# Universal Channel
Universal Channel este un canal de televiziune deținut de NBCUniversal. A fost lansat în septembrie 2004. Este dedicat filmelor de suspans și de investigație. Cele mai mari filme realizate la Hollywood sunt prezente.

## Răspândire
Este prezent în America de Sud și în Europa. Este disponibil prin satelit și prin cablu. În România este disponibil, de la 1 decembrie 2007, prin serviciul de televiziune digitală Orange (în trecut Telekom DTH), precum și prin DIGI (în trecut AKTA TV). De la aceeași dată, 1 decembrie 2007, este disponibil și în Polonia. De la 30 mai 2008, este disponibil în Federația Rusă și în Kazahstan, iar de la 1 iulie 2008, este disponibil în Asia.

Logo-ul folosit din 2010 până în 2013

## Programe
| America Latină - Brothers & Sisters - Crossing Jordan - Greek - Law & Order - Law & Order: Special Victims Unit - Heroes - House - Forensic Files, under the Medical Detectives title - Monk - Psych - Star Trek: Deep Space Nine - Star Trek: Voyager - The 4400 - Reaper |  | Polonia și România - A Touch of Frost - Brotherhood - Californication - Cane - Columbo - Dexter - Heroes - John from Cincinnati - Law & Order - Monk - Paris enquêtes criminelles - Rome - Sleeper Cell - Swingtown - The Sopranos |  | Rusia - Psych - House - Numb3rs - Monk - Dalziel & Pascoe - Walker Texas Ranger |